# Pałka policyjna

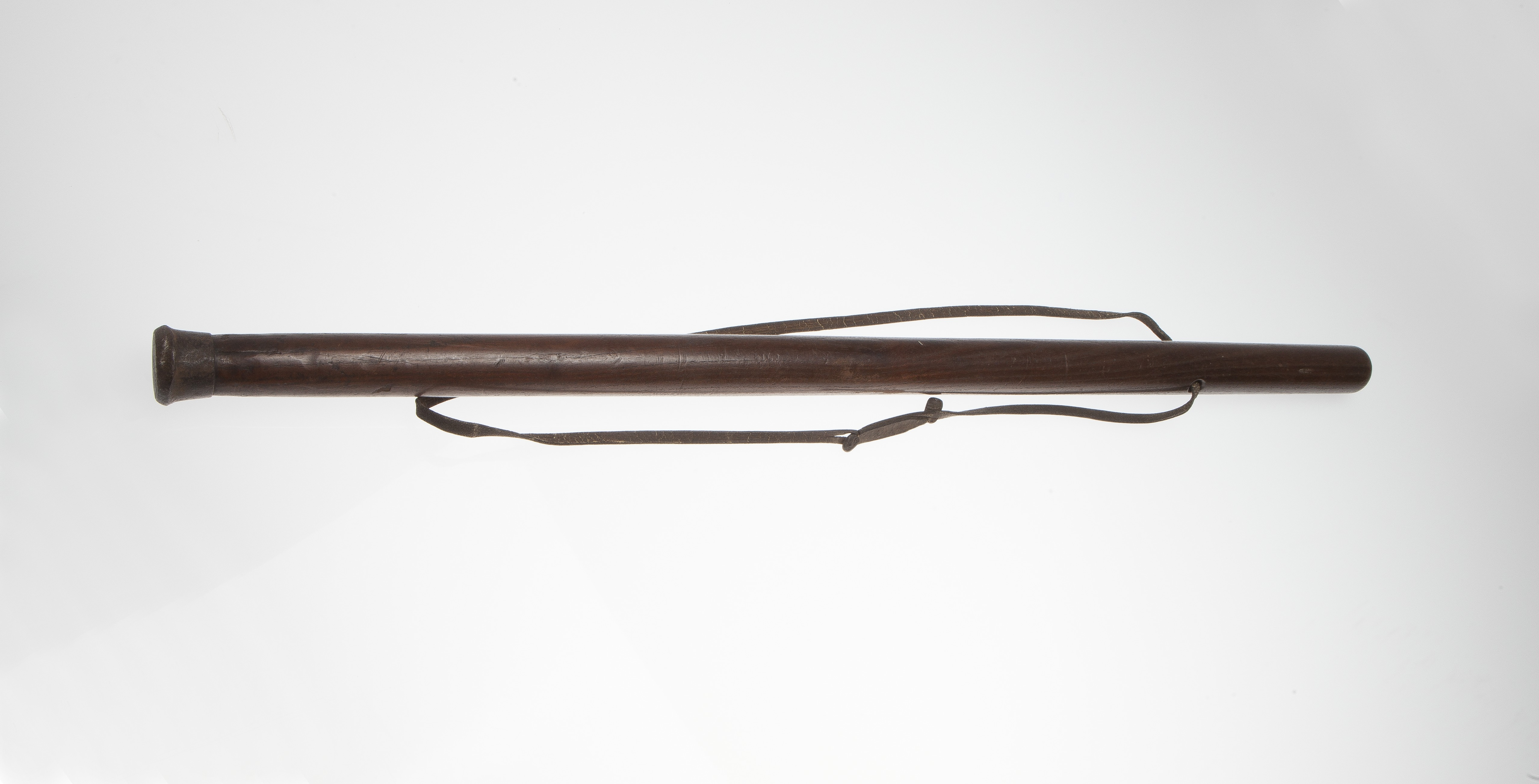
Drewniana pałka policyjna z początku XX w.

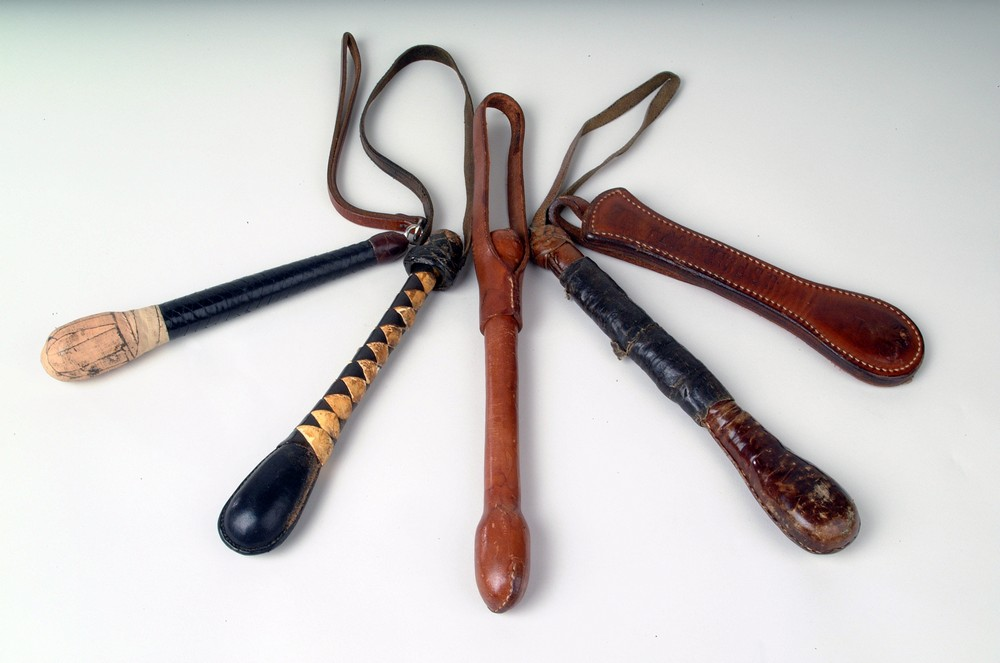
Pałki policyjne z więzienia Alcatraz

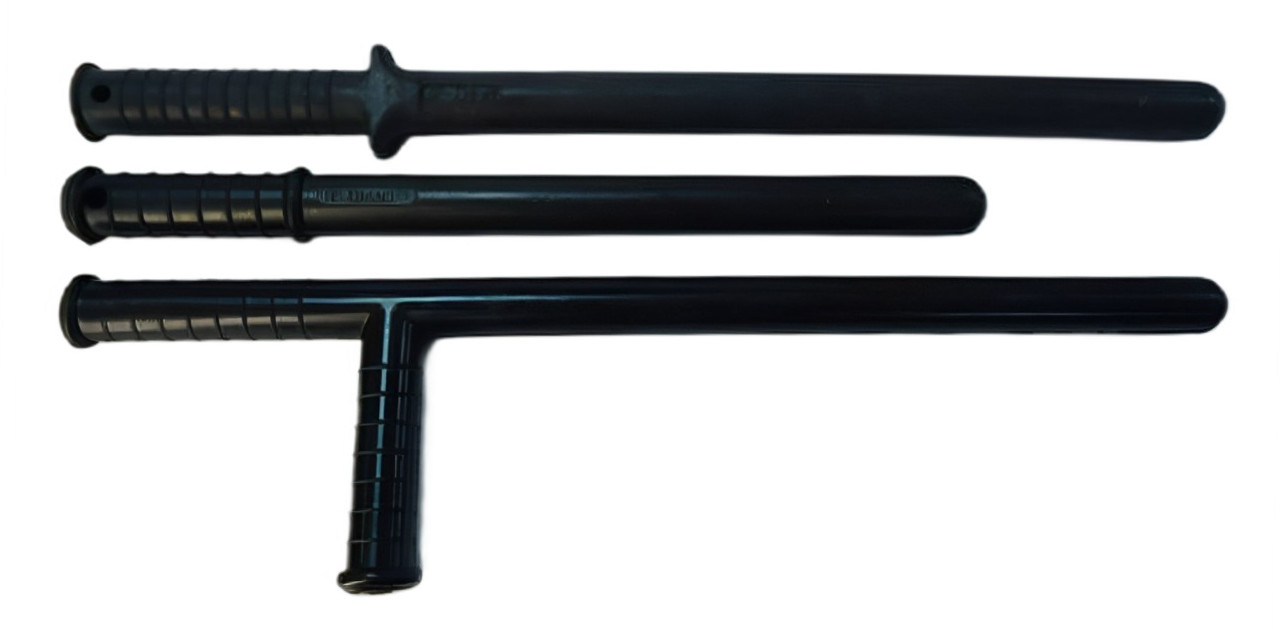
Współczesne pałki policyjne wykonane z tworzywa sztucznego. Na dole widoczna tonfa

Pałka policyjna – obuchowa broń biała w formie pałki, stosowana jako środek przymusu bezpośredniego przez różne służby mundurowe (szczególnie policyjne).

## Charakterystyka
Broń ta najczęściej przybiera formę podłużnej pałki o przekroju owalnym, długości około 60 centymetrów i średnicy około 3 centymetrów. Wykonywana ze zróżnicowanych materiałów, dawniej drewna, współcześnie głównie z tworzyw sztucznych (w tym elastycznych). Odmianą pałki policyjnej (mającą dodatkowy element poprzeczny) jest tonfa.

## Zastosowanie

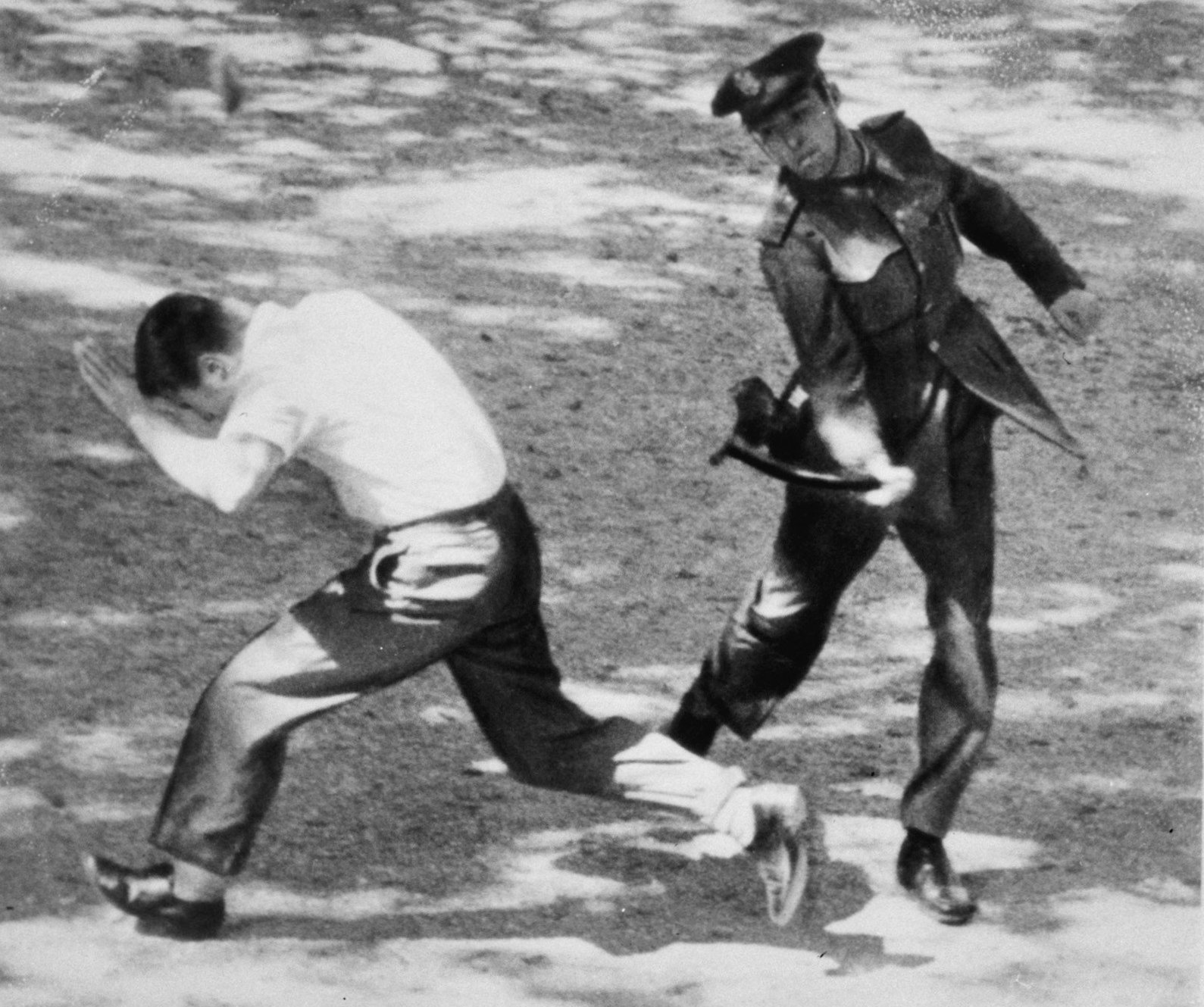
Policjant używający pałki na demonstrancie

Pałki policyjne wykorzystywane są przede wszystkim przez różne służby mundurowe i porządkowe, wśród których wymienić można między innymi policję, straż miejską, żandarmerię, ochronę, straż graniczną. W Polsce i wielu innych krajach jest to podstawowe wyposażenie szeregowego policjanta pełniącego służbę na patrolu.
Podstawowym celem używania tego typu broni jest zastosowanie przymusu bezpośredniego wobec osób agresywnych i niereagujących na polecenia służb porządkowych. Stosowana jest także (razem z tarczą policyjną) przy rozpraszaniu nielegalnych demonstracji i wystąpień masowych.
Uderza się nią w najbardziej umięśnione partie ciała, które jest trudno w trwały sposób uszkodzić (głównie od pasa w dół). Pałka policyjna może służyć także do pchnięć, duszenia i bloków.  W zdarzeniach nagłych o konkretnej potrzebie użycia pałki policyjnej decyduje osobiście przedstawiciel sił porządkowych. W innych przypadkach decyzję taką podejmują jego przełożeni.